# Biflaggan

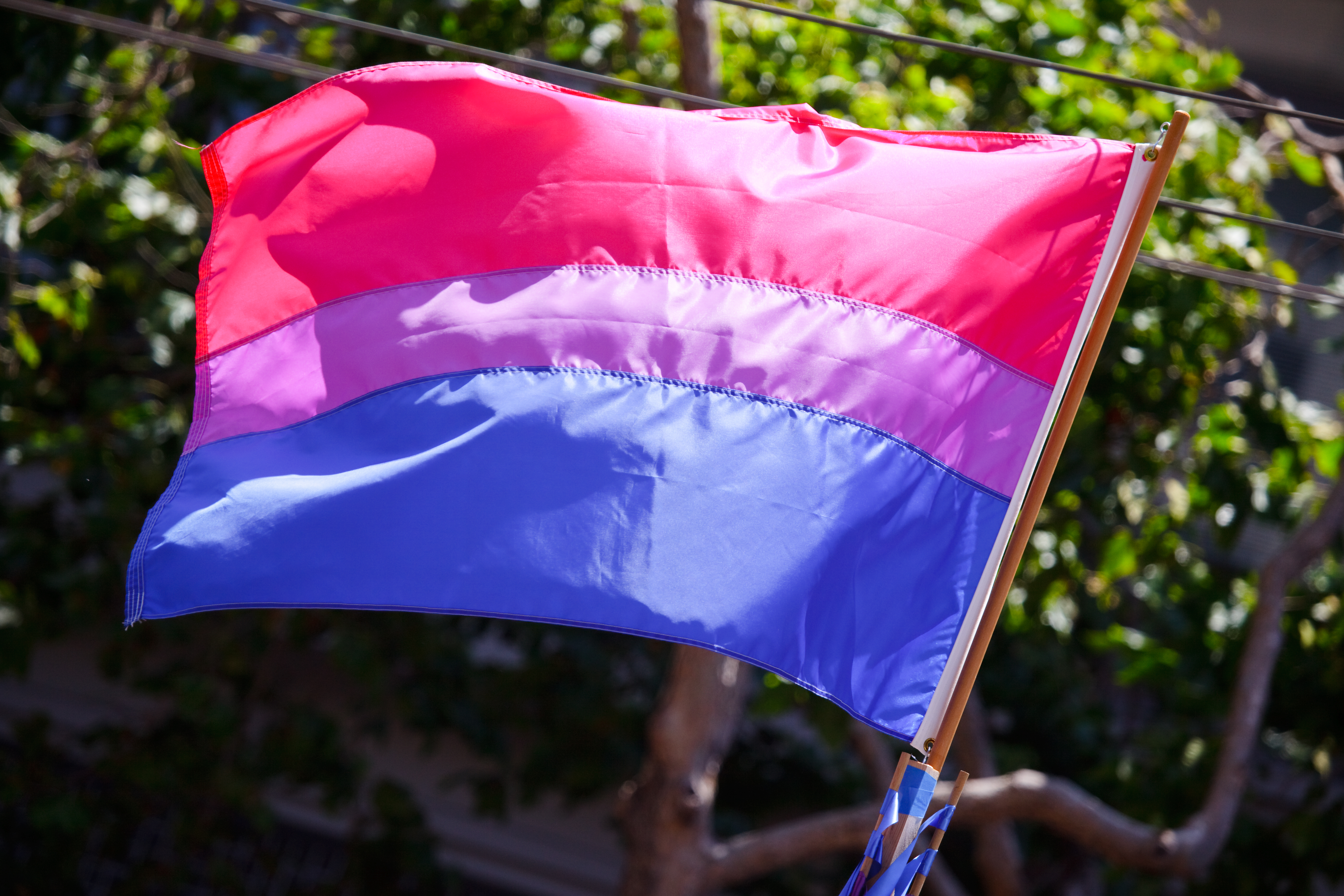
Biflaggan.

Biflaggan.

Biflaggan representerar samhällets bisexuella. Den designades 1998 av Michael Page, som ville skapa en motsvarighet till gaycommunityts regnbågsflagga, för att öka den bisexuella gruppens synlighet både inom HBTQ- och heteromiljöer.

## Symbolik
Den magentafärgade delen representerar kärlek till det egna könet (homosexualitet), den blå delen kärlek till det motsatta könet (heterosexualitet) och den lavendellila delen kärlekt till både det egna och det motsatta könet (bisexualitet).